# Eleanor Parker
Eleanor Jean Parker (Cedarville, 26 de junho de 1922 — Palm Springs, 9 de dezembro de 2013) foi uma atriz norte-americana, indicada três vezes ao Oscar de melhor atriz da Academia de Artes e Ciências Cinematográficas de Hollywood, e vencedora, no Festival de Veneza de 1950, da Coppa Volpi de melhor atriz.
Parker ficou marcada pelas personagens determinadas que interpretou ao longo de sua carreira, tornando-se, também, uma atriz de intensa versatilidade, o que a fez ficar conhecida como a mulher de mil faces, que mais tarde foi o título de sua biografia escrita por Doug McClelland.
Ela se tornou mais popular entre as gerações dos anos 1960 e posteriores quando sua carreira já entrava num ocaso, ao integrar o elenco de A noviça rebelde ("The Sound of Music", 1965), mega sucesso internacional estrelado por Julie Andrews e Christopher Plummer, que contou com uma participação especial de Parker no papel da refinada Baronesa Elsa von Schraeder.

## Biografia

### Carreira
Começou sua vida artística atuando no Pasadena Playhouse, um pequeno teatro em Pasadena, onde também começaram Wiliam Holden e Dustin Hoffman.
Contratada pela Warner Bros, estreou aos 19 anos em O intrépido General Custer ("They Died with Their Boots On", 1941), um filme com Errol Flynn e Olivia de Havilland onde sua participação acabou sendo cortada da cópia final. Teve pequenos papéis no estúdio até ter reconhecida sua capacidade de interpretação dramática e receber o papel de Mildred Rogers na refilmagem de Escravo de uma paixão ("Of Human Bondage", 1946), que havia transformado Bette Davis em estrela doze anos antes. Apesar do apoio de Davis, de quem recebeu flores e um bilhete com os dizeres "espero que Mildred seja tão boa para sua carreira com foi para a minha", o filme fracassou e ela voltou a papéis menores.
Foi com À margem da vida ("Caged", 1950), no papel de uma presidiária, que Eleanor Parker ingressou no mundo das grandes estrelas de Hollywood, sendo indicada ao Oscar de melhor atriz e recebendo a Coppa Volpi de melhor atriz no Festival de Veneza. A eles seguiram-se mais duas indicações ao Oscar, por Chaga de fogo ("Detective Story", 1951), com Kirk Douglas, logo no ano seguinte, e Melodia interrompida ("Interrupted Melody", 1955), no papel de Marjorie Lawrence, uma cantora de ópera da vida real que sofria de poliomielite.
Na segunda metade dos anos 1950, Parker era uma atriz consagrada mas a partir daí sua carreira cinematográfica entrou em declínio. Apesar de continuar filmando até os anos 1980, especialmente filmes para a televisão, seu único grande sucesso após sua década de ouro no cinema veio em A noviça rebelde ("The Sound of Music", 1965), grandioso musical da Fox inspirado na história verídica da família de cantores Von Trapp, em que ela interpretou o papel da refinada Baronesa Elsa Schraeder, noiva do Capitão George von Trapp (Christopher Plummer), que o perde para a noviça Maria (Julie Andrews).

### Vida pessoal
Parker foi criada no Protestantismo e converteu-se ao Judaísmo na vida adulta.
Parker casou-se quatro vezes, os dois primeiros com um dentista e um produtor de cinema. De seu terceiro, com o ator Paul Clemens, teve três filhos, de um total de quatro. Seu quarto e último casamento, com o gerente de teatro Raymond Hirsch, durou 35 anos e terminou com a morte dele em 2001.

## Morte e legado
Morreu em 9 de dezembro de 2013, aos 91 anos, cercada pelos filhos, de complicações derivadas de uma pneumonia, em Palm Springs, Califórnia. Seu corpo foi cremado e suas cinzas espalhadas no Oceano Pacífico.
Por sua contribuição à indústria do cinema, Eleanor Parker recebeu uma estrela na Calçada da Fama, que está localizada no número 6340 da Hollywood Boulevard.

## Filmografia

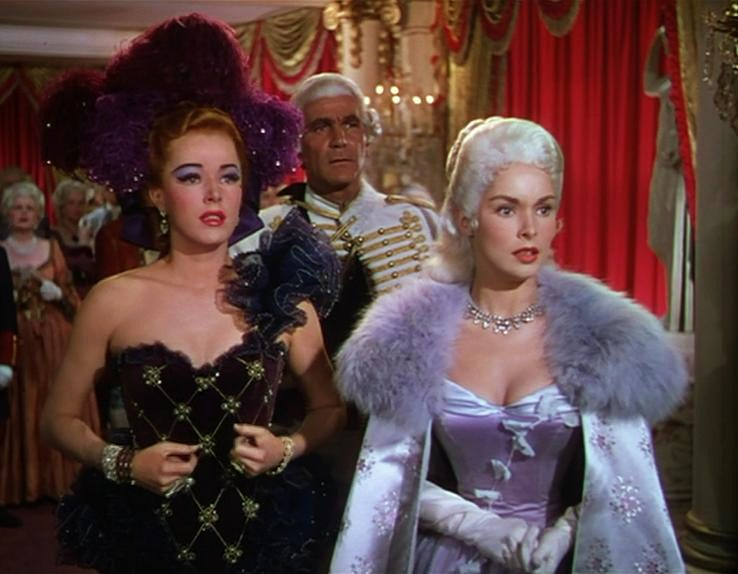
Eleanor Parker (esquerda) contracenando com Janet Leigh em Scaramouche (1952)

- 1941 - They Died with Their Boots On[nota 1] (br: O intrépido general Custer)
- 1942 - Soldiers in White (Documentário)
- 1942 - Busses Roar
- 1943 - Mysterious Doctor
- 1943 - Mission to Moscow (br: Missão em Moscou)
- 1944 - Between Two Worlds (br: Um Passo Além da Vida)
- 1944 - Crime by Night (br: Uma Noite Trágica)
- 1944 - The Last Ride
- 1944 - The Very Thought of You (br: Pensando Sempre em Você)
- 1944 - Hollywood Canteen (br: Um Sonho em Hollywood)
- 1945 - Pride of the Marines (br: Uma Luz nas Trevas)
- 1946 - Of Human Bondage (br: Escravo de uma paixão)
- 1946 - Never Say Goodbye (br: Nunca me Diga Adeus)
- 1947 - The Voice of the Turtle (br: Centelha de amor)
- 1948 - The Woman in White (br: A Mulher de Branco)
- 1949 - It's a Great Feeling (br: Mademoiselle Fifi)
- 1950 - Chain Lightning (br: A morte não é o fim)
- 1950 - Caged (br: À margem da vida)

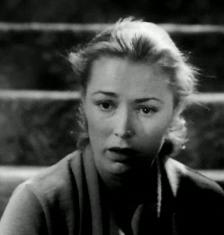
Eleanor Parker numa cena do filme Desejos ocultos ("Lizzie", 1957)

- 1950 - Three Secrets (br: Três Segredos)
- 1951 - Detective Story (br: Chaga de fogo)
- 1951 - Valentino (br: Rodolfo Valentino)
- 1951 - A Millionaire for Christy (br: Quero Um Milionário)
- 1952 - Scaramouche (br: Scaramouche)
- 1952 - Above and Beyond (br: Seu nome e sua honra)
- 1953 - Escape from Fort Bravo (br: A fera do Forte Bravo)
- 1954 - The Naked Jungle (br: A Selva Nua)
- 1954 - Valley of the Kings (br: O vale dos reis)
- 1955 - Interrupted Melody (br: Melodia interrompida)
- 1955 - The Man with the Golden Arm (O homem do braço de ouro)
- 1955 - Many Rivers to Cross (br: Sangue aventureiro)
- 1956 - The King and Four Queens (Esse homem é meu)
- 1957 - The Seventh Sin (br: O sétimo pecado)
- 1957 - Lizzie (br: Desejos Ocultos)
- 1959 - A Hole in the Head (br: Os Viúvos Também Sonham)

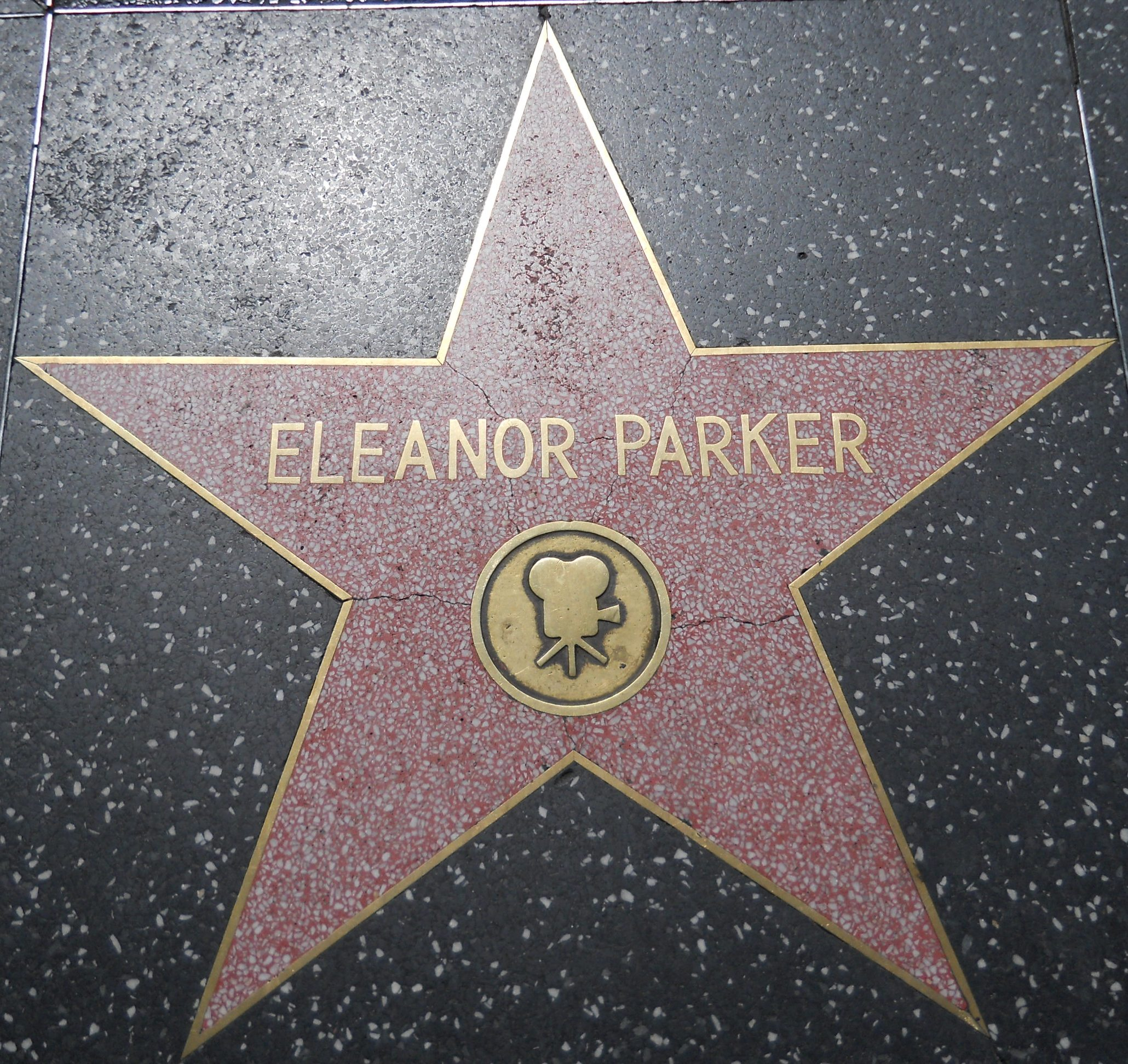
Estrela de Eleanor Parker na Calçada da Fama de Hollywood.

- 1960 - Home from the Hill (br: A herança da carne)
- 1961 - Return to Peyton Place (br: De volta à caldeira do diabo)
- 1962 - Madison Avenue (br: Os Propagandistas)
- 1964 - Panic Button (br: Suave é o Amor)
- 1965 - The Sound of Music (br: A noviça rebelde)
- 1966 - The Oscar (br: Confidências de Hollywood)
- 1966 - An American Dream (br: Eu Te Verei no Inferno, Querida)
- 1979 - Sunburn (br: A Morte Ronda a Pantera)
- 1979 - Hans Brinker